# 武江年表
『武江年表』（ぶこうねんぴょう）は、斎藤月岑が著した江戸・東京の地誌。「武江」とは「武蔵国江戸」の意。徳川家康が江戸城に入った天正18年（1590年）から明治6年（1873年）までの市井の出来事が編年体で纏められている。正編が嘉永3年（1850年）、続編が明治15年（1882年）に出版された。

## 概要
火事・地震などの天災や気象情報、町の存廃、幕府の布告、著名人の死去、開帳などの催事や流行り物、その他の時勢が網羅され、江戸・東京の歴史を知る上で欠かせない史料である。靖国神社の祭りの様子についても記載がある。

## 刊行
『武江年表』は江戸・明治の二回に跨って刊行された。正編8巻は嘉永元年（1848年）に脱稿し、前4巻が翌年、後4巻が翌々年に出版された。月岑45歳の時である。巻頭では遺脱の指摘を呼びかけ、第8巻末には前4巻の訂正が附せられたほか、これに応じた喜多村信節の『武江年表補正』、関根只誠の『武江年表書入』の補註入りの写本が伝わった。
正編刊行の3年後に黒船来航があり、以後江戸・東京は幕末動乱・明治維新など激動の時代を迎えた。これに対応すべく、維新後一旦明治6年（1873年）までが纏められ、明治11年（1878年）に脱稿したが、刊行を見ないまま同年死去し、甫喜山景雄が明治15年（1882年）『我自刊我書』として続編4巻が上下に分けて刊行した。また、喜多村信節の『武江年表補正』も、明治42年（1909年）、補註を抜き出したものが『武江年表補正略』として国書刊行会『続燕石十種』第一巻に収められた。
大正元年（1912年）には同じく国書刊行会刊行で、『武江年表補正』、『武江年表書入』を取り入れつつ朝倉無声自身も補校した『増訂武江年表』が出た。これには「武江の書名に適合せざるを以て」第12巻の明治部分は削除されている。大正6年（1917年）には江戸叢書最後の第12巻に『武江年表・同補正略』が収載された。
戦後には昭和43年（1968年）に金子光晴校訂で東洋文庫から大正元年本をもとに第12巻も含めた『増訂武江年表1・2』が出版された。平成15年（2003年）には東洋文庫版に更に今井金吾が校訂を加えたちくま学芸文庫『定本武江年表上・中・下』が出ている。

## 構成
正編8巻、続編4巻の計12巻から成る。本文は一年毎に章立てされ、その中に出来事が日付順に記述される。元号の変わり目には、その年間の概略や、年数が特定できない事柄が纏められている。構成は『大江戸春秋』を参考にしたという 。
正編
- 巻之一 - 天正18年（1590年）より寛永13年（1636年）
- 巻之二 - 寛永14年（1637年）より寛文12年（1672年）
- 巻之三 - 延宝元年（1673年）より宝永7年（1710年）
- 巻之四 - 正徳元年（1711年）より寛保3年（1743年）
- 巻之五 - 延享元年（1744年）より明和6年（1769年）
- 巻之六 - 明和7年（1770年）より天明8年（1788年）
- 巻之七 - 寛政元年（1789年）より文化14年（1817年）
- 巻之八 - 文政元年（1818年）より嘉永元年（1848年）

続編
- 巻之九 - 嘉永2年（1849年）より安政2年（1855年）
- 巻之十 - 安政3年（1856年）より文久元年（1861年）
- 巻之十一 - 文久2年（1862年）より慶応3年（1867年）
- 巻之十二 - 明治元年（1868年）より明治6年（1873年）